# Валькирия (группа)
«Валькирия» — советская и российская метал-группа.

## История
Истоки зеленоградской техно-трэшевой легенды было положено в далеком 1983 году, когда клавишник Александр Дронов начал играть вместе с зеленоградской командой «Лабиринт». Однако вскоре дела группы стали ухудшаться, и Александр устраивается на работу в свой первый профессиональный состав — «Круиз», где пробыл несколько месяцев в 1986—1987 годах. После ухода из «Круиза» Дронов некоторое время также играл в хард-роковой команде «Сталкер». Примерно в это же время он начинает работать в качестве сессионного музыканта. Наиболее значимыми сессиями стали работы с гитаристом Андреем Бурнашевым и вокалистом Андреем Рублёвым, с которым помимо Александра работал и его младший брат бас-гитарист Василий Дронов, имевший в Зеленограде свой собственный коллектив.
На базе этого состава летом 1989 года была создана группа, пока ещё не имеющая названия, в состав которой помимо братьев Дроновых вошли: гитаристы Алексей Подгорнов, Сергей Савин и ударник Максим Удалов (Чёрный Кофе, Ария). Очень быстро был написан новый материал, выдержанный в лучших традициях техно-трэша с использованием клавишных.
Дебют группы состоялся 2 сентября, а в октябре 1989 года она стала называться «Валькирией». Название группы придумал Всеволод Баронин. В это же время в группе появилась вокалистка Ольга Лебедева. В марте 1990 года «Валькирия» отработала на фестивале «Железный Марш», где показала впечатляющую программу, основанную на синтезе симфонической музыки и экстремальных форм хэви-метал с грубым женским вокалом.
Алексей Подгорнов отправляется служить в ряды Вооружённых Сил СССР, и «Валькирия» продолжает выступать в качестве квинтета. 18 декабря 1990 года в студии «Спрут» с помощью продюсера и звукоинженера Александра Кузьмичёва «Валькирия» приступила к записи своего дебютного магнито-альбома. Запись завершилась 10 января — удалось записать пять треков. Всю музыку сочинил Александр Дронов, а тексты были взяты и переделаны с знаменитых произведений Артюра Рембо и Эдгара По.
Примерно в то же время происходят изменения в составе команды. В «Валькирии» появляется второй гитарист Андрей Семёнов, а место за микрофоном занимает Анна Закирова, с которой, впрочем, пришлось скоро расстаться.
Дальше следует чехарда с вокалистами, и в 1993 с помощью телепрограммы «Нержавейка» группа находит, наконец, вокалиста. Им становится Павел Некрасов из группы «Джокер».
Группа много концертирует, выступая на концертах в «Горбушке» в одной обойме с «Коррозией Металла» и «Арией», акциях «Помощь Беженцам» и «Защита Насекомых» в Санкт-Петербурге. Становится участником фестивалей «Железный Марш» и «Zarraza». Проходят многочисленные теле- и радиоэфиры в передачах «Нержавейка» и на «Радио России». У группы появляется продюсер Кирилл Немоляев, с помощью которого была сделана демозапись из трех песен, оказавшаяся своеобразным «переходным» релизом.
В составе: Павел Некрасов (вокал), Александр Дронов (клавишные), Василий Дронов (бас), Максим Удалов (барабаны), плюс гитаристы Сергей Савин и Леонид Фомин("Мастер"), музыканты приступают к записи полнометражного альбома.
В 1994 году на фирме «Death City Records» выходит виниловый диск «Валькирии» с одноимённым названием. Аналогично предыдущему альбому, всю музыку сочинил Александр Дронов. Все тексты из дебютного альбома были переписаны на английский, а также были добавлены переведённые стихи Андрея Ивонина. Но после выпуска пластинки, как ни странно, концертная деятельность команды пошла на спад. Переговоры о совместном выступлении с Faith No More не дали должных результатов, и в результате с американскими гостями «рубились» «E.S.T.» и «Чёрный Обелиск».
Планировалось переиздать материал с виниловой пластинки на оптическом компакт-диске, но лейбл так этого и не сделал. Так что на CD материал увидел свет лишь в 2005 году.
В 1995 году группа начинает «трещать по швам», и вскоре Александр Дронов принимает решение распустить группу.
В 1997 году Александр Дронов входит в состав группы «End Zone», а в 1998 году становится клавишником группы «Земляне».
В начале нового тысячелетия Александр Дронов при сотрудничестве с Леонидом Фоминым принимает решение возродить «Валькирию». Помимо него и брата Василия в новый состав входят: гитарист Леонид Фомин ("Мастер"), барабанщик Тони Шендер («Мастер», ZOOOM, «Земляне») и вокалист Кирилл Немоляев (Бони НЕМ).
Результатом упорного труда оказался альбом «Думать О Тебе», вышедший в 2001 году, исполненный на русском языке, который сразу же окрестили русским ответом Rammstein. Материал представляет собой чудовищный гибрид из «прогрессива» и «индастриала».
C апреля 2002 года место за барабанной установкой занимает Николай Быков (Merlin, Коррозия металла).
В поддержку нового альбома проходит ряд концертов, после чего группа «замораживает» свою деятельность.
До 2003 года А. Дронов продолжает работать в «Землянах», а с лета 2003 года переходит работать в группу «Манго-Манго». В 2004 году Александр Дронов дебютирует в написании музыки для короткометражного фильма Павла Санаева «Каунасский блюз». В 2004—2005 году удачный тандем режиссёр-композитор был продолжен, и Дронов стал автором музыки для первого полнометражного фильма П. Санаева «Последний уик-энд». Основу саундтрека фильма составляет жесткая музыка в стиле «brutal-industrial», которую Дронов написал и записал вместе с гитаристом Александром Бочаговым.
В 2005 году музыкальная компания «Мистерия Звука» переиздает альбом «Vakyria» на CD под названием «Mystical Mass», дополнив его тремя бонус-треками.
В 2007 Александр Дронов заявляет о том, что группа записывает новый альбом «Пополни Ряды», который выдержан в стиле «sympho-cyber-metal». Помимо него и другого «бессмертного» участника «Валькирии» — брата Василия, в новый состав входят: вокалист Виктор Зуев, гитарист Дмитрий Васильев и барабанщик Mr. Dudu. В качестве приглашенных музыкантов в записи альбома принимают участие: Кирилл Немоляев, а также участники группы «Слот» — Кэш и Нуки.
Релиз альбома состоялся 4 февраля 2008 года на независимом лейбле «Mazzar / Mystic Empire».
После концертной презентации альбома «Пополни Ряды» группа вновь погружается в пучину забвения.
В 2009 году в составе братьев Дроновых, барабанщика Петра Ившина, гитариста Дмитрия Васильева и вокалистки Софьи Райковой группа принимает участие в фестивале «Нашествие».
В 2010 году «Валькирия» повторно принимает участие на «Нашествии» в следующем составе: Александр Дронов — клавишные; Дмитрий Васильев — гитара; Павел Лохнин — барабаны; Илья Бодров — бас и Софья Райкова — вокал.
В настоящий момент группа комплектует состав и готовит материал для нового альбома.
5 февраля 2016 года на сервисах прослушивания музыки через Интернет выходит сингл «Энтеософия», исполненный братьями Дроновыми и участниками группы Слот. Александр Дронов объявил об этом через свой аккаунт в Facebook, а вокалист Игорь Лобанов — в своём аккаунте ВКонтакте. Сингл был создан "против религиозного экстремизма", как объясняют оба участника группы. Официальная обложка была выполнена в карикатурно-символическом стиле, она изображала Энтео, распятого на кресте. Позднее фанатом в сети Интернет была создана ещё одна карикатурно-символическая обложки в виде красно-белого круга с ломаным крестом и названием альбома.
В октябре 2024 года Александр Дронов дал интервью и отметил возможность возобновления как концертной деятельности группы, так и работу над новым материалом.  Кроме этого, Александр Дронов заявил о переиздании на виниловых пластинках англоязычного альбома — "Valkyria" (1993) и русскоязычного демо-альбома — "Валькирия Взлетает" (1990) с расширенным треклистом и новыми песнями 2024 года. Также к переизданию готовится альбом 2001 года — "Думать о тебе". 

## Состав

### Действующий состав
- Александр Дронов — клавишные (1989—1995, 2000—2002, с 2007)

### Бывшие участники
- Алексей Подгорнов — гитара (1989—1990)
- Сергей Савин — гитара (1989—1995)
- Василий Дронов — бас (1989—1995, 2000—2002, 2007—2009)
- Максим Удалов — барабаны (1989—1995)
- Ольга Лебедева — вокал (1989—1990)
- Андрей Семёнов — гитара (1991—1992) †
- Анна (Алла) Закирова — вокал (1991)
- Павел Некрасов — вокал (1993—1995) †
- Леонид Фомин — гитара (1993—1995, 2000—2002)
- Кирилл Немоляев — вокал (2000—2002)
- Тони Шендер — барабаны (2000—2002)
- Николай Быков — барабаны (2002)
- Виктор Зуев — вокал (2007—2008)
- Дмитрий Васильев — гитара (2007—2010)
- Кирилл «Mr.Dudu» Качанов — барабаны (2007—2008)
- Петр Ившин — барабаны (2009)
- Софья Райкова — вокал (2009—2010)
- Павел Лохнин — барабаны (2010)
- Илья Бодров — бас (2010)
- Игорь Лобанов — вокал (2016)

## Дискография

### «Валькирия взлетает» (1990)
Участники записи:
- Ольга Лебедева — вокал;
- Сергей Савин — гитара;
- Василий Дронов — бас;
- Александр Дронов — клавишные;
- Максим Удалов — барабаны.

Треклист:
1. Спектакль;
2. Вороньё;
3. Бал повешенных;
4. Валькирия;
5. Точка отсчёта.

### «Valkyria» (1994)
- Павел Некрасов — вокал;
- Сергей Савин — гитара;
- Леонид Фомин — гитара;
- Василий Дронов — бас;
- Александр Дронов — клавишные;
- Максим Удалов — барабаны.

Треклист:
1. Introduction;
2. Ravens;
3. Mystical Mass;
4. Gala Drama;
5. Fear of the Night (Beast);
6. Scream from Hell;
7. In the Heart of Darkness;
8. Valkyria;
9. The Hangman's Dance.

### «Думать о тебе» (2001)
- Кирилл Немоляев — вокал;
- Леонид Фомин — гитара;
- Василий Дронов — бас;
- Александр Дронов — клавишные;
- Тони Шендер — барабаны

Треклист:
1. Ты рядом;
2. Ты внутри меня;
3. Твой голос;
4. Снова буду твой;
5. Слежу за тобой;
6. Если ты захочешь;
7. Плоть твоя станет моей;
8. Ты сказала, что не сможешь жить так долго;
9. Думать о тебе.

### «Mystical Mass» (2005)
- Павел Некрасов — вокал;
- Сергей Савин — гитара;
- Леонид Фомин — гитара;
- Василий Дронов — бас;
- Александр Дронов — клавишные;
- Максим Удалов — барабаны.

Треклист:
1. Introduction;
2. Fear of the Night (Beast);
3. Scream from Hell;
4. In the Heart of Darkness;
5. Ravens;
6. Mystical Mass;
7. Gala Drama;
8. Valkyria;
9. The Hanged Men Dance;
10. Drunk nach Osten;
11. Mystical Mass (E-nat Version);
12. Scream from Hell (Summerville Version).

### «Пополни ряды» (2008)
- Виктор Зуев — вокал;
- Дмитрий Васильев — гитара;
- Василий Дронов — бас;
- Александр Дронов — клавишные;
- Дуду — барабаны.

Треклист:
1. Психатака;
2. Открой мне;
3. Загляни;
4. Пополни ряды;
5. Делай себя;
6. Небо моё;
7. Потрогай жизнь;
8. Их нет;
9. Кризис;
10. Великий поток;
11. Кольцевая;
12. Абсолютный ноль.

### «Энтеософия» (2016)
- Игорь Лобанов — вокал;
- Александр Дронов — клавишные, инструменты.

Треклист:
1. Энтеософия.